# Hennin

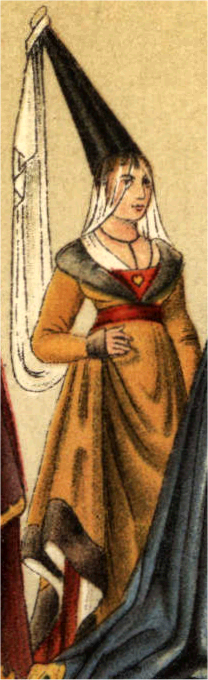
Retrato de 1341 representando Joana de Flandres usando um hennin

O hennin (/ˈhɛnɪn/) era um tipo de chapéu em forma de cone, usado pelas mulheres da alta nobreza europeia na Idade Média. Eram muito comuns na Borgonha, em França, na corte inglesa, Norte da Europa, Hungria e Polónia. Em Itália, eram pouco comuns. Desconhece-se qual o estilo que o termo hennin descrevia na época, embora haja registos do seu uso em França em 1428, provavelmente antes de o estilo cónico ter aparecido. A palavra só aparece em Inglaterra no século XIX.